# Condition féerique
Aux échecs, une condition féérique (appelée aussi genre féerique) désigne une modification des règles classiques du jeu d’échecs. On utilise notamment des pièces imaginaires ou des conditions qui s'écartent des règles habituelles. Si certaines conditions féériques sont utilisées pour jouer autrement (plaisir ludique) en définissant des variantes du jeu d'échecs, elles enrichissent le plus souvent la composition de problèmes artistiques, constituant un des éléments des échecs ou problèmes féeriques.

## Définition
Une condition féerique est une modification des règles du jeu d'échecs qui s'applique à l'ensemble ou à un sous-ensemble des pièces présentes,.
Les conditions féeriques peuvent concerner :
- le but à atteindre[1]
- l'échiquier[1] (ou les échiquiers)
- les cases de l'échiquier[1]
- les règles de déplacement[1], de prise[1]...
- l'apparition ou la modification de pièces sur l'échiquier.

## Conditions féeriques et variantes du jeu d'échecs
Un certain nombre de variantes du jeu d'échecs sont obtenues en changeant la position des pièces au début de la partie ou en ajoutant ou en remplaçant des pièces. Ces changements de règles ne constituent pas des conditions féeriques.
Il y a cependant une exception avec la stipulation Cavalier majeur qui signifie que le cavalier est remplacé par un Noctambule y compris dans les promotions. Cette stipulation est bien une condition féerique, car si elle n'est pas précisée sur un problème, un pion peut se promouvoir en Cavalier.
Selon les cas les diverses conditions féeriques ont d'abord été inventées pour jouer des parties ou pour composer des problèmes. C'est ensuite le goût des joueurs et des compositeurs de problèmes qui ont ou non popularisé ces règles.
La même modification de règles peut donc être utilisée dans le domaine de la partie et dans le domaine de la composition. Elle sera alors plutôt appelée variante du jeu d'échecs pour la partie et condition féerique pour la composition.
Notons enfin, que les échecs d'Andernach et les échecs de Messigny ont été testés simultanément en tant que variante du jeu d'échecs et en tant que condition féerique, car elles ont été utilisées pour la première fois, d'une part à Andernach où se rencontrent les problémistes allemands lors du week-end de l'Ascension et d'autre part à Messigny où se rencontrent les problémistes français pendant la RIFACE qui a lieu pendant le week-end de Pentecôte.

## Différentes conditions féeriques

### Conditions modifiant le but à atteindre
- « Qui perd gagne » ou « bouffe-tout » : la prise est obligatoire, le roi n'a pas d'importance particulière. Le gagnant est le premier à être pat, le plus souvent en se défaisant de toutes ses pièces.
- Les échecs football : le but est d'amener une pièce dans les buts adverses matérialisés par les cases d1-e1 et les cases d8-e8.

### Conditions concernant l'échiquier
- L'échiquier peut avoir une taille différente de la taille habituelle.
- Les échecs cylindriques : on distingue les échiquiers cylindriques verticaux (les colonnes a et h communiquent), horizontaux (les rangées 1 et 8 communiquent) et toriques (la combinaison des deux précédents, l'échiquier n'a alors plus de bord).
- Les échiquiers grille : une grille, ayant généralement une maille de deux carrés de côté est positionnée sur l'échiquier. Pour qu'un coup soit valable, il faut que la pièce franchisse au moins une barre de la grille.
- Les échecs d'Alice qui se jouent sur deux échiquiers.

### Conditions concernant les cases de l'échiquier
- Case magique : toute pièce s'arrêtant sur une case magique change de couleur, sauf les rois.
- Trou : un trou est une case interdite, aucune pièce ne peut s'arrêter ni passer sur un trou.
- 65e case : une case supplémentaire adjacente à l'échiquier est disponible.

### Conditions concernant les règles de déplacement, de prise...
- Les échecs aléatoires : chaque prise est jouée au(x) dé(s), et le résultat peut être la réussite de la prise, mais aussi le statu-quo, la perte de la pièce attaquante, la prise de la pièce attaquée sans déplacement de l'attaquante, la destruction des deux pièces, Des jokers peuvent être utilisés pour faire protéger du hasard certaines décisions.
- Les échecs marseillais : on joue deux coups à la suite.
- Les échecs circé : une pièce prise renaît sur sa case d'origine.
- Les échecs d'Andernach ou échecs de Francfort : une pièce qui prend change de couleur.
- Les échecs de Messigny : un joueur peut échanger les places d'une de ses pièces et d'une pièce de même nature de son adversaire.
- Les échecs avalanche : après chaque déplacement, avancer un pion adverse.
- Les échecs atomiques : une pièce en prenant une autre détruit les pièces se trouvant autour.
- La condition sans échec, appelée aussi échecs interdits ou échecs arabes : il est interdit de faire échec sauf si c'est un échec et mat.
- Les échecs laser, appelés aussi échecs fusil :  les pièces prennent sans se déplacer, en « tirant » sur les pièces adverses. La prise est obligatoire. Si plusieurs prises sont possibles, on peut choisir laquelle sera faite.
- Les échecs de Berkeley.
- Les échecs dynamo : les pièces sont poussées au lieu d'être prises.
- La condition Madrasi ou échecs madrasi : deux pièces adverses de même nature en prise réciproque sont paralysées.
- Les échecs d'Alice.
- Les échecs d'Augsburg : une pièce peut jouer sur une case occupée par une pièce de son propre camp, ce qui fait qu'elles fusionnent et cumulent leurs pouvoirs. Cette fusion n'est pas irréversible : on peut laisser une des deux pièces sur la case en jouant uniquement l'autre (voire carrément séparer une dame en tour + fou)[3],[4].
- Les échecs Peace and Love : Toute capture est interdite, sauf si elle est effectuée par un roi, les autres règles sont semblables aux échecs orthodoxes.

### Conditions concernant l'apparition ou la modification de pièces
- Les échecs d'Einstein : une pièce qui joue se transforme selon la séquence P-C-F-T-D-D lorsqu'elle prend et selon la séquence D-T-F-C-P-P lorsqu'elle ne prend pas.
- Les échecs sentinelles : chaque pièce qui joue laisse un pion derrière elle.

## Dans la culture populaire
Les échecs « magiques » et leurs règles variables, font partie de l'intrigue du roman de science-fiction L'Echiquier fabuleux de Lewis Padgett (1976).